# Arianna Zucchini
Arianna Zucchini (* 10. Juli 2003) ist eine italienische Tennisspielerin.

## Karriere
Zucchini spielt hauptsächlich auf der ITF Women’s World Tennis Tour, wo sie bislang zwei Einzeltitel gewann.
2022 erreichte sie mit Partnerin Denise Valente das Viertelfinale im Doppel bei den Internazionali Femminili di Tennis Città di Caserta. Eine Woche späzer erreichte sie als Lucky Loser das Hauptfeld im Dameneinzel der mit 25.000 US-Dollar dotierten Carinthian Ladies Lake’s Trophy IV, wo sie aber in der ersten Runde gegen Michaela Bayerlová mit 4:6 und 3:6 verlor. Ende Juli kam sie wieder als Lucky Loser ins Hauptfeld der mit 60.000 US-Dollar dotierten Serena Wines Tennis Cup Internazionali del Friuli Venezia Giulia und erreichte mit einem 6:2 und 6:2 Erstrundesieg gegen Federica Arcidiacono das Achtelfinale. Dort unterlag sie dann Veronika Erjavec mit 6:0, 0:6 und 0:4, da sie im dritten Satz aufgeben musste.
2023 startete sie mit Partnerin Aurora Zantedeschi im Hauptfeld des Doppelwettbewerbs der Internationalen Württembergischen Damen-Tennis-Meisterschaften um den Stuttgarter Stadtpokal, wo die beiden aber bereits in der ersten Runde gegen die an osition zwei gesetzten und späteren Finalistinnen Denisa Hindová und Karolína Kubáňová mit 2:6 und 4:6 verloren. Bei den Antico Tiro a Volo verlor sie mit Zantedeschi ebenfalls bereits in der ersten Runde des Damendoppel-Wettbewerbs gegen Destanee Aiava und Seone Mendez mit 1:6 und 0:6.
2024 konnte sie im Februar ihren ersten ITF-Titel im Einzel in Monastir gewinnen.

## Turniersiege

### Einzel
| Nr. | Datum           | Turnier  | Kategorie | Belag     | Finalgegnerin        | Ergebnis      |
| --- | --------------- | -------- | --------- | --------- | -------------------- | ------------- |
| 1.  | 4. Februar 2024 | Monastir | ITF W15   | Hartplatz | Lee Eun-hye          | 7:5, 6:3      |
| 2.  | 6. April 2025   | Monastir | ITF W15   | Hartplatz | Darja Chamuzjanskaja | 1:6, 6:4, 6:0 |